# Eric Edward Dorman-Smith
Eric Edward Dorman-Smith (pozneje Eric Edward Dorman O'Gowan), britanski general, * 1895, † 1969.